# Adolfo López Mateos, Antiguo Morelos
Adolfo López Mateos är en ort i Mexiko.   Den ligger i kommunen Antiguo Morelos och delstaten Tamaulipas, i den centrala delen av landet, 400 km norr om huvudstaden Mexico City. Adolfo López Mateos ligger 178 meter över havet och antalet invånare är 108.
Terrängen runt Adolfo López Mateos är kuperad österut, men västerut är den platt. Runt Adolfo López Mateos är det glesbefolkat, med 11 invånare per kvadratkilometer. Närmaste större samhälle är Ciudad Mante, 19,0 km nordost om Adolfo López Mateos. Omgivningarna runt Adolfo López Mateos är en mosaik av jordbruksmark och naturlig växtlighet.